# دریانگری

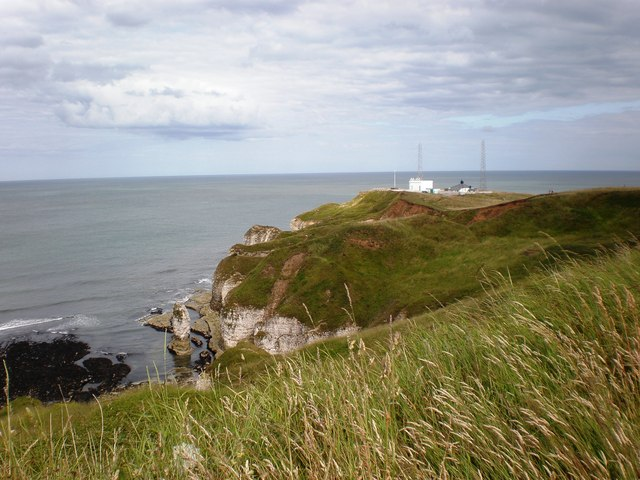
Flamborough Head مکان خوبی برای دریانگری است

دریانگری یا پرنده‌نگری دریایی (به انگلیسی: Seawatching) نوعی پرنده‌نگری دریایی است که در آن شرکت‌کنندگان پرندگان دریایی را از نقطه‌ای ثابت از سرزمین اصلی می‌بینند. آنها ممکن است این کار را از یک مکان ساحلی انجام دهند، معمولاً از یک نقطه نوک‌تیز خشکی، یا از یک قایق یا کشتی به دریا نگاه می‌کنند.
دریانگری معمولاً در فصول مهاجرت پرندگان و به ویژه در شرایط آب و هوایی مناسب انجام می‌شود. تماشای موفقیت‌آمیز دریانگری بسیار به آب و هوا بستگی دارد. هنگامی که هوا خوب است، پرندگان اغلب بیرون از دریا می‌مانند و سفرهای دریایی روش موثرتری برای دیدن آنهاست. اگر بادهای خشکی با باران ترکیب شوند، پرندگان می‌توانند مجبور شوند که نزدیک به ساحل مهاجرت کنند.
گروه‌هایی از پرندگان که دریانگری برای آنها یک روش مشاهده مؤثر است عبارتند از: مرغ باران، پرستودریایی و کاکایی‌اقیانوسی.